# Ferenc Rákóczy
Ferenc Rákóczy, né à Bâle le 22 novembre 1967, est un écrivain, cinéaste et psychiatre suisse et hongrois.

## Biographie
Poète suisse d'expression française mais d'origine hongroise, descendant de la célèbre famille aristocratique des Rákóczy (l'un de ses ancêtres, le prince François II Rákóczi de Transylvanie, a pris la tête de la révolte de 1703 contre les Habsbourg), l'écrivain a grandi dans le canton du Jura. Les dix premières années de sa vie se déroulent à Bâle, où son père, réfugié de l'Insurrection de Budapest, a trouvé un emploi dans l'industrie pharmaceutique en tant qu'informaticien-analyste. Durant cette période, ce dernier continue à déployer une intense activité anti-communiste, de sorte qu'il est fiché par les services de l'État en tant qu'élément à placer sous surveillance permanente. Sa mère, une enseignante jurassienne qui a grandi à Berne, écrit dans les journaux alémaniques où elle est connue comme une militante séparatiste (ce mouvement aura pour conséquence le plébiscite du 23 juin 1974, un vote populaire qui mènera à la création du canton du Jura). Un autre élément important est que le père parle le hongrois avec ses quatre enfants, la mère s'exprime quant à elle en français, et à la table familiale la langue véhiculaire est la plupart du temps l'allemand ou quelquefois même l'anglais. Cette confusion aura pour conséquence un rapport ambivalent à la géographie mais surtout à la langue, au point qu'il faudra des années à l'auteur pour se fixer en faveur du français. 
Après son baccalauréat à Porrentruy il entreprend une licence en lettres rapidement abandonnée. Diplôme de médecine et doctorat à Berne (1996), puis stages dans différents hôpitaux psychiatriques de Suisse romande en tant que chef de clinique (formation psychanalytique). Pendant cette période, il sillonne l'Europe et donne des lectures et des conférences sur des sujets aussi divers que les dangers de l'atome, la modernité poétique, l'antipsychiatrie ou encore l'art brut. Depuis 2002, il vit et travaille comme psychiatre à Lausanne, où il assume également un enseignement à la faculté de médecine et biologie. En parallèle, vagabondages divers, recherches philosophiques, publications en revue, quelques compositions musicales (organistiques et chorales) dont certaines seront primées.
C'est le critique Pierre-Olivier Walzer qui a tout d'abord commandé des textes à Ferenc Rákóczy, notamment une postface à un roman de Charles-Albert Cingria (Les autobiographies de Brunon Pomposo), puis Kiosque à chimères, un livre poétique. Rákóczy n'arrêtera jamais par la suite de publier de la poésie, ainsi que des récits, des essais. En 2001, il a été choisi pour représenter la Suisse dans la catégorie « poésie » aux quatrièmes jeux de la Francophonie à Ottawa. En 2005, il a reçu le prix Fondation Anne et Robert Bloch (FARB) du canton du Jura et en 2017 le Prix des écrivains vaudois.
En 2014, il fonde sa propre maison de production cinématographique, qui s'appellera StrangeClouds. Il publie Proxima 2014, une charte de réalisation qui lui servira de base pour écrire et mettre en scène une série de courts-métrages de fiction qui ont principalement comme sujet la famille au moment où une crise touche l'un de ses membres (maladie, émancipation d'un enfant, ou fils ayant commis un viol).

## Cinéma
- Ilona dans la forêt, 26 minutes, 2014
- Dans ses mains, 18 minutes, 2016
- Walnuts, 10 minutes, 2016
- Avant l'oubli, 11 minutes, 2017
- Ne te cache plus, reviens, en co-réalisation avec Ulrich Teiger, 2 minutes, 2017
- Comme un poisson hors de l'eau, 21 minutes, 2020

## Publications littéraires

### Poésie
- Randonnées sur les berges de l’Aare, poèmes, chez l’auteur, Berne, 1994.
- Kiosque à chimères, poèmes, éditions L’Âge d’Homme, Lausanne, 1996
- Les Hospices rhénans, poèmes, éditions L’Âge d’Homme, Lausanne, 1999.
- Éoliennes, proses et poèmes, éditions L'Âge d'Homme, Lausanne, 2007.
- Dans la noix du monde, aphorismes, éditions L'Âge d'Homme, Lausanne, 2008.

### Récits, nouvelles
- Perpetuum mobile, nouvelle policière, in Petits meurtres en Suisse, Zoé, Genève, 2005.
- Laissez dormir les bêtes, récits, éditions L'Âge d'Homme, Lausanne, 2010.

### Théâtre
- Le bord des limbes, éditions l'Âge d'Homme, Lausanne, 2012.

### Critique
- La part des mulots, in Les Autobiographies de Brunon Pomposo de Charles-Albert Cingria, Poche Suisse 157, L’Âge d’Homme, Lausanne, 1997.
- Du rêve de la réalité à la réalité du rêve, in Écriture n° 58 (pp.228-231), Lausanne, novembre 2001.
- La littérature est une fête, chez l’auteur, Lausanne, 2004.
- L'enfance, l'exil et le labyrinthe chez Agota Kristof, Quarto n° 27, Berne, décembre 2008.

### Publications en revue
- La cour des miracles, in Intervalles, Littérature XI, N° 48, automne 1997.
- Petits papiers et grands formats, in-quarto, N° 11, 1999.
- Poèmes, in Actes de la Société d’Émulation jurassienne, 1997.
- Loin déjà, et autres poèmes, in Les Cahiers du Ru, N° 35, été 2000.
- Mon frère et moi, in Verrières, N° 6, juin 2001.
- Trouver la truite, in Art Le Sabord, N° 60, 2001.
- Cantines sous la pluie, in RBL, N° 1-2, 2001.
- La vie des carpes, in Jura pluriel, N° 44, automne-hiver 2003.

### Traductions en anglais
- Choix de poèmes, traduits par Patrick Williamson, in The Chariton Review, Truman State University, Kirksville, Missouri, Volume 25, Number 1, Spring 1999.
- Choix de poèmes, traduits par Graham Dunstan Martin, in Five Lines, N° 6, Autumn 2002.

### Sources
- « Ferenc Rákóczy », sur la base de données des personnalités vaudoises sur la plateforme « Patrinum » de la Bibliothèque cantonale et universitaire de Lausanne.